# 별정우체국
별정우체국(別定郵遞局, Special Post Offices)은 민간이 설립하는 특별한 우체국이다.

## 관련 단체
- 별정우체국연금관리단
- 별정우체국중앙회